# Zorraquín
Zorraquín és un municipi de la Rioja, a la regió de la Rioja Alta. Situat a la vall del riu Ciloria.

## Història
La primera referència documental és de l'any 1084 i pertany a una donació realitzada per Alfons VI de Castella per la qual va cedir el monestir de Sant Sebastían de Ojacastro al monestir de San Millán de Yuso. El 24 d'abril de 1312, el rei castellà Ferran IV va concedir un Fur a la vall de la vila d'Ojacastro, Ezcaray i Zorraquín i Valgañón, la intenció de la qual seguia sent repoblar aquesta zona, fronterera amb el Regne de Navarra.
Va seguir vigent fins a la retirada dels furs en 1876 després de la Tercera Guerra Carlina. En el segle xvi pertanyia al Senyoriu de Pedro de Manrique de Luna.